# Marcus Roberts
Pour les articles homonymes, voir Roberts.
Marcus Roberts, né le 7 août 1963 à Jacksonville en Floride, est un pianiste de jazz, compositeur, arrangeur, bandleader et professeur de musique américain.